# Type 300 TELB
Le type 300 est un type d'automotrice pour tramway en service aux Tramways électriques de Lille et sa banlieue (TELB) sur le tramway de Lille.

## Histoire
La compagnie des Tramways du département du Nord (TDN) achète en 1897 six automotrices à accumulateurs, elles sont transformées en 1902 pour la prise de courant par perche.

## Caractéristiques[1]
Bogies : deux bogies maximum traction d'empattement de 1,25 m.
Énergie : d'origine, accumulateurs électriques, puis en 1902 prise de courant par perche.
Numéros : 300-305.